# 松本油脂製薬
松本油脂製薬株式会社（まつもとゆしせいやく）は、大阪府八尾市渋川町に本社を置く、主に界面活性剤などを製造する化学品製造企業である。1926年（大正15年）創業。みどり会の会員企業であり三和グループに属している。

## 会社概要
主に繊維・紡織産業用として用いられる界面活性剤ならびに各種薬剤の製造販売をおこなう。繊維産業でのシェアは特に高く、その他にも高分子の熱による膨張を利用した熱膨張性マイクロカプセルなども製造しており、あらゆる産業分野においてシェアを有する企業の一つとしてその名を知られる。
特に同社が独自で開発した合成化学糊「メチルセルロース」は、土木・建築分野を中心に広く用いられており、同社が繊維産業に関連する薬剤から、手掛ける分野をさらに拡大させることになった。
同じく特殊化学薬品の製造販売を専業とするアメリカ・クェーカー・ケミカル社と合弁で日本法人を経営している。